# Petropil
Petropil (ukr. Петропіль) – wieś na Ukrainie, w obwodzie zaporoskim, w rejonie zaporoskim, w hromadzie Szyroke. W 2001 liczyła 373 mieszkańców, wśród których 304 wskazało jako ojczysty język ukraiński, 62 rosyjski, 1 węgierski, a 6 białoruski.